# Kayaba Ka-1
Der Kayaba Ka-1 war ein japanischer Tragschrauber. Als einziger Vertreter seiner Gattung wurde er im Zweiten Weltkrieg in nennenswerten Stückzahlen gebaut und militärisch eingesetzt.

## Geschichte
Die seit den späten 1920er Jahren durchgeführten Versuche des Spaniers Juan de la Cierva mit Tragschraubern veranlassten die kaiserlich-japanische Armee dazu, deren Eignung auf mögliche militärische Verwendung hin zu untersuchen. Zu diesem Zweck wurde 1939 ein KD-1A gekauft und nach Japan überführt. Bei der anschließenden Erprobung durch die Armee wurde der Tragschrauber irreparabel beschädigt. Die Wrackteile wurden anschließend an die Firma Kayaba, die Versuche gleicher Art durchführte, mit dem Auftrag übergeben, ein ähnliches Fluggerät zu konstruieren.
Kayaba entwickelte auf dieser Grundlage den an die Fertigungsmethoden der japanischen Industrie angepassten Ka-1. Als Antrieb fand ein 179-kW-V-Motor Argus As 10C für den Zugpropeller Verwendung. Der Rotor mit einem Durchmesser von 12,2 Metern besaß keinen Eigenantrieb, sondern wurde durch den Luftstrom in Bewegung gesetzt. Der Erstflug erfolgte am 26. Mai 1941. Die Flugerprobung wurde ohne Probleme absolviert und das Muster ging in Produktion. Die 240 produzierten Ka-1 wurden den japanischen Artillerieeinheiten zur Feuerleitung und für Verbindungsflüge zugeteilt.  Einige Maschinen wurden später zu Einsitzern umgebaut und, ausgerüstet mit zwei 60-Kilogramm-Wasserbomben, gegen US-amerikanische U-Boote eingesetzt. Als Basisschiff diente hierfür der zum Geleitflugzeugträger umgebaute Tender Akitsu Maru.
Für Versuchszwecke erhielt ein Ka-1 einen 176-kW-Sternmotor Jacobs L-4MA-7 und die Bezeichnung Ka-2. Ein weiterer wurde als Ka-1KAI mit Pulverraketen an den Rotorblattenden zur Erhöhung der Tragfähigkeit versehen und getestet.

## Technische Daten
| Kenngröße             | Daten                                         |
| --------------------- | --------------------------------------------- |
| Besatzung             | 2 (Pilot/Beobachter)                          |
| Rotorkreisdurchmesser | 12,2 m                                        |
| Länge                 | 9,2 m                                         |
| Leermasse             | 775 kg                                        |
| Startmasse            | 1170 kg                                       |
| Antrieb               | ein 8-Zylinder-V-Motor Argus As 10C           |
| Startleistung         | 176,5 kW (240 PS)                             |
| Höchstgeschwindigkeit | 165 km/h                                      |
| Marschgeschwindigkeit | 115 km/h                                      |
| Steigzeit             | 3 min, 20 s auf 1000 m 7 min, 30 s auf 2000 m |
| Gipfelhöhe            | 3500 m                                        |
| Startstrecke          | 30 m                                          |